# شاپیرو (نام خانوادگی)
شاپیرو یا شَپیرو (Shapiro)، یک نام خانوادگی غربی است و ممکن است به یکی از موارد زیر اشاره داشته باشد:
- آدام شاپیرو
- آرنولد شاپیرو
- آشر شاپیرو
- استنلی شاپیرو
- بن شاپیرو
- پاول شاپیرو (کارگردان)
- تئودور شاپیرو
- رابرت ایچ. شاپیرو
- سامانتا شاپیرو
- فرانسین شاپیرو
- کارل جی. شاپیرو
- مایکل شاپیرو (هنرمند)
- میریام شاپیرو
- هلن شاپیرو